# Fritz Krohn
Fritz Krohn (* 25. September 1873 in Schivelbein; † 15. März 1941 in Münster) war ein deutscher Altphilologe und Gymnasiallehrer.
Nach dem Besuch des Gymnasiums in Neustettin studierte er seit 1892 Klassische Philologie an der Universität Berlin und wurde dort 1896 mit einer Arbeit zu Vitruv promoviert. Er erhielt für 1898/99 das Reisestipendium des Deutschen Archäologischen Instituts. 1905 legte er in Münster die Lehramtsprüfung ab und war seit 1907 als Lehrer am Schillergymnasium in Münster tätig. Zum 1. Oktober 1919 trat er in den Ruhestand.
Fritz Krohn bearbeitete die Teubner-Ausgaben von Vitruv, De architectura (1912) und Sextus Iulius Frontinus, De aquaeductu urbis Romae (1922, 1973 durch eine neue Ausgabe ersetzt).

## Schriften (Auswahl)
- Quaestiones vitruvianae. Particula I. De M. Ceti Faventini epitoma. Berlin 1896 (Digitalisat).
- Der nūs bei Anaxagoras. Münster 1907 (Digitalisat).
- Ad, in und andere Palaeographica. Münster 1911.
- Vitruvii De architectura libri decem. Teubner, Leipzig 1912 (Digitalisat).
- Iulii Frontini De aquaeductu urbis Romae commentarius. Teubner, Leipzig 1922.